# Wojennyje memuary
Wojennyje memuary (russisch Военные мемуары, wiss. Transliteration Voennye memuary; „Militärische Memoiren“ bzw. „Militärische Erinnerungen“) ist eine sowjetische Buchreihe.

## Kurzeinführung
Die Buchreihe in russischer Sprache wurde von 1959 bis 1993 vom Verlag Wojenisdat (russisch Воениздат; Voenizdat) herausgegeben. Die breit angelegte Reihe ist vergleichbar mit der Memoirenreihe im Militärverlag der Deutschen Demokratischen Republik. Sie zählt mehrere hundert Bände.
Die folgende Übersicht mit Angaben zu Verfassern, Titeln und einem Erscheinungsjahr (die Angabe des Ersterscheinungsjahres wird langfristig angestrebt) erhebt keinen Anspruch auf Aktualität oder Vollständigkeit:

## Bände (Auswahl)
- Abramow W.L.[2] Na ratnych dorogach (1962)
- Agafonow W.P.[3] Neman! Neman! Ja-Dunai! (1967)
- Alexandrow N.I. Drusja-towarischtschi (1963)
- Alexandrow N.I. Sewastopolski bronepojesd (1968)
- Alexandrow S.S. Krylatyje tanki (1971)
- Alexaschenko A.P. (sost.) Protiw Denikina.Wospominanija (1969)
- Andrejew A.M. Ot perwogo mgnowenija – do poslednego (1984)
- Anoschin I.S. Na prawy boi (1988)
- Antonow W.S. K poslednemu rubeschu (1975)
- Archipow W.S. Wremja tankowych atak (1981)
- Artemjew I.N. W efire – partisany (1971)
- Asarch R.M. U welikich istokow (1967)
- Asarow I.I. Ossaschdennaja Odessa (1962)
- Babadschanjan A.Ch. Dorogi pobedy (1981)
- Babijtschuk A.N. Tschelowek, nebo, kosmos (1979)
- Bagramjan I.Ch. Moi wospominanija (1979)
- Bagramjan I.Ch. Tak natschinalas woina (1971)
- Bagramjan I.Ch. Tak schli my k pobede (1988)
- Baklanow G.W. Weter wojennych let (1977)
- Bassin K.B. Mjateschny bataljon (1965)
- Bassisty N.Je. More i bereg (1970)
- Batow P.I. W pochodach i bojach (1962)
- Beilin P.Je. Schiwi, soldat (1960)
- Beljakow A.W. W polet skwos gody (1982)
- Beljawski W.A. Strely skrestilis na Schpreje (1972)
- Beloborodow A.P. Proryw na Charbin (1982)
- Beloborodow A.P. Wsegda w boju (1979)
- Below P.A. Sa nami Moskwa (1963)
- Beregowoi G.G. Tri wyssoty (1986)
- Beskorowainy A.I. I w serdze kaschdom otsowetsja (1990)
- Beskorowainy A.I. Po dorogam woiny (1981)
- Beskorowainy A.I. Stroki - tosche oruschije (1976)
- Bessarab A.N. W prizele – tanki (1970)
- Birjukow N.I. Trudnaja nauka pobeschdat (1968)
- Birjusow S.S. Kogda gremeli puschki (1961)
- Birjusow S.S. Sowetski soldat na Balkanach (1963)
- Blaschei A.K. W armeiskom schtabe (1967)
- Blinow S.I. Ot Wisly do Odera (1962)
- Boiko W.R. Bolschoi Chingan - Port-Artur (1990)
- Boiko W.R. S dumoi o Rodine (1982)
- Bokow F.Je. Wesna pobedy (1980)
- Boldin I.W. Stranizy schisni (1961)
- Bologow F.P. W schtabe gwardeiskoi diwisii (1987)
- Bontsch-Brujewitsch M.D. Wsja wlast Sowetam (1964)
- Botin M.P. S toboi,Ispanija (1976)
- Brussilow A.A. Moi wospominanija (1963)
- Budenny S.M. Proidenny put Kniga wtoraja (1965)
- Burzew M.I. Prosrenije (1981)
- Burzew M.I. Prosrenije (1981)
- Bytschewski B.W. Gorod-front (1963)
- Charasija Ch.L. Dorogami muschestwa (1984)
- Charlamow N.M. Trudnaja missija (1983)
- Chartschenko W.K. …spezialnogo nasnatschenija (1973)
- Chasanow A.B. Podwig odnogo sawoda (1990)
- Chetagurow G.I. Ispolnenije dolga (1977)
- Chlebnikow N.M. Pod grochot soten batarei (1974)
- Chlebnikow N.M. Pod grochot soten batarei (1979)
- Cholin A.T. Radisty fronta (1985)
- Cholostjakow G.N. Wetschny ogon (1976)
- Chomulo M.G. Polk k boju (1980)
- Chowrin N.A. Baltijzy idut na schturm 2-e isd. (1987)
- Chowrin N.A. Baltijzy idut na schturm (1987)
- Chrenow A.F. Mosty k pobede (1982)
- Chudalow Ch.A. U kromki kontinenta (1974)
- Dawydow I.Ju. Junost uchodit w boi (1973)
- Degtjarew G.Je. Taran i schtschit (1966)
- Demtschenko M.I. Schestoi powstantscheski (1964)
- Denissow K.D. Pod nami Tschernoje more (1989)
- Dolnikow G.U. Letit stalnaja eskadrilja (1983)
- Dragunski D.A.[4] Gody w brone (1975)
- Dubinski I.W. Ossoby stschet (1989)
- Dubinski I.W. Trubatschi trubjat trewogu (1962)
- Dubrowin L.A. Pikirowschtschiki (1986)
- Fedjuninski I.I. Na Wostoke (1985)
- Fedjuninski I.I. Podnjatyje trewoge (1961)
- Fedorow A.F. Oktjabrskije sori (1962)
- Fedorow A.G. Do poslednego starta (1965)
- Fedorow W.G. W poiskach oruschija (1964)
- Fedotow F.S. Polk prodolschajet boi (1978)
- Filippow W.W. Wosduchoplawateli (1989)
- Fomitschew M.G. Put natschinajetsja s Urala (1976)
- Galizki I.P.Dorogu otkrywali sapery (1983)
- Galkin F.I. Tanki woswraschtschajutsja w boi (1964)
- Galkin F.I. Tanki woswraschtschajutsja w boi (1964)
- Gerassimow M.N. Probuschdenije (1965)
- Getman A.L.Tanki idut na Berlin (1982)
- Gladkow W.F. Dessant na Eltigen (1961)
- Gnedasch T.K. Wolja k schisni (1960)
- Golikow F.I. Krasnyje orly (1959)
- Golowko A.G. Wmeste s flotom (1984)
- Goluschko I.M. Soldaty tyla (1982)
- Goluschko I.M.Tanki oschiwali wnow (1974)
- Gorb M.G. Stranu saslonjaja soboi (1976)
- Gorbatow A.W. Gody i woiny (1989)
- Gortschakow P.A. Wremja trewog i pobed (1977)
- Gretschko L.P. Jedinstwennaja priwilegija (1979)
- Gretschko S.N. Reschenija prinimalis na semle (1984)
- Grigorjew W.W. I korabli schturmowali Berlin (1984)
- Grischanow W.M. Wse okeany rjadom (1984)
- Gromow A.G. Po sowu partii (1985)
- Gruschewoi K.S. Togda,w sorok perwom… (1974)
- Guljajew W.G. Tschelowek w brone (1964)
- Guschtschin A.M. Kurs,proloschenny ognem (1964)
- Gussew A.I. Gnewnoje nebo Ispanii (1973)
- Gussew A.M. Elbrus w ogne (1980)
- Gwosdew G.B.Dni ispytani i muschestwa (1977)
- Iosseliani Ja. W bitwach pod wodoi (1959)
- Issakow I.I. Komandiry muschajut w bojach (1968)
- Iwanow S.P. Schtab armeiskij, schtab frontowoi (1990)
- Iwanowski Je.F. Ataku natschinali tankisty (1984)
- Iwuschkin N.B. Mesto twoje wperedi (1986)
- Iwuschkin N.B. Sa wse w otwete (1969)
- Jakowenko W. Partisanki (1980)
- Jakowlew N.D. Ob artillerii i nemnogo o sebe (1981, 1982)
- Jakubowski Semlja w ogne (1975)
- Jazowskis Je.Ja. Sabweniju ne podleschit (1985)
- Jefimow A.N. Nad polem boja (1976)
- Jefremow W.S. Eskadrilji letjat sa gorisont (1984)
- Jegorow A.W. S weroi w pobedu (1974)
- Jegorow G.M. Farwaterami flotskoi sluschby (1985)
- Jerjomin B.N. Wosduschnyje boizy (1987)
- Jerjomin K.G. Soldatskije wersty (1960)
- Jeroschenko W.N. Lider “Taschkent” (1966)
- Jewstignejew K.A. Krylataja gwardija (1982)
- Judenkow A.F. Sa ognennoi tschertoi (1966)
- Kabanow P.A. Stalnyje peregony (1973)
- Kabanow S.I. Na dalnich podstupach (1971)
- Kajander Je.W. Ja-“Rubin”,prikasywaju… (1978)
- Kalaschnikow K.F. Prawo westi sa soboi (1981)
- Kalinin N.W. Eto w serdze mojem nawsegda (1967)
- Kalinin P.S. Partisanskaja respublika (1964)
- Kalinin S.A. Rasmyschljaja o minuwschem (1963)
- Kalinitschenko A.F. W nebe Baltiki (1978)
- Kaljadin I.S. Sa kaschduju pjad semli (1983)
- Kaluzki I.W. Ogon – na sebja! (1981)
- Kasakow K.P. Ognewoi wal nastuplenija (1986)
- Kasakow M.I. Nad kartoi bylych srascheni (1971)
- Kasakow P.D. Gluboki sled (1982)
- Kasakow W.I. Na perelome (1962)
- Kasarjan A.W. Prissjaga na wsju schisn (1988)
- Katukow M.Je. Na ostrije glawnogo udara (1974)
- Katyschkin I.S.Sluschili my w schtabe armeiskom (1979)
- Kindjuschew I.I. K pobednym rasswetam (1978)
- Kolesnitschenko I.S. Bitwa posle woiny (1987)
- Kolyschkin I.A. W glubinach poljarnych morei (1964)
- Kondratjew S.I. Dorogi woiny (1968)
- Konew I.S. Sapiski komandujuschtschego frontom 1943-1945 (1989)
- Konew I.S. Sapiski komandujuschtschego frontom 1943-1945 (1982)
- Konkow W.F. Wremja dalekoje i bliskoje (1985)
- Kornew A.S. U nich byli mirnyje professii (1962)
- Korsch W.Je. Sapas protschnosti (1966)
- Koschewnikow A.L. Startujet muschestwo (1966)
- Koschewoi P.K. W gody wojennyje (1978)
- Koslow A.P. Trewoschnaja sluschba (1973)
- Kotljar N.M. Imenem sakona (1981)
- Kotschetkow D. S sakrytymi ljukami (1962)
- Kowtunow G.N. Wsei moschtschju ognja (1982)
- Krainjukow K.W. Oruschije ossobogo roda (1984)
- Krainjukow K.W. Ot Dnepra do Wisly (1971)
- Krassowski S.A. Schisn w awiazii (1960)
- Krylow N.I. Ne pomerknet nikogda (1984)
- Krylow A.I. Po prikasu Stawki (1977)
- Krylow N.I. Ne pomerknet nikogda (1969)
- Krylow N.I. Ognenny bastion (1973)
- Krylow N.I. Stalingradski rubesch (1979)
- Krylow W.A. Obyknowennyje gwardeizy (1971)
- Krylow W.A. Obyknowennyje gwardeizy (1971)
- Kulakow N.M. Dowereno flotu (1985)
- Kumanin M.F. Otprawljajem w pochod korabli (1962)
- Kurotschkin P.M. Posywnyje fronta (1969)
- Kurotschkin P.M. Posywnyje fronta (1969)
- Kursenkow S.G. Pod nami semlja i more (1960)
- Kusmin A.W. W pribreschnych wodach (1967)
- Kusnezow N.F. Front nad semlei (1970)
- Kusnezow N.G. Na flotach bojewaja trewoga (1971)
- Kusnezow N.G. Nakanune (1966)
- Kusnezow P.G. Dni bojewyje (1959)
- Kuz I.F. Gody w sedle (1960)
- Ladinski Ju.W. Wojennaja wachta (1983)
- Laschtschenko P.N. Is boja - w boi (1972)
- Laskin I.A. Na puti k perelomu (1977)
- Laskin I.A. Ot Wolgi do Kubani (1986)
- Lawrinenkow W.D. Woswraschtschenije w nebo (1984)
- Lebedenko P.P. W islutschine Dona (1965)
- Leljuschenko D.D. Sarja pobedy (1966)
- Likas A.L. Bratja sraschajutsja wmeste (1973)
- Lissizyn F.Ja. W te grosnyje gody (1978)
- Litwjak M.M. Porodnennyje bronei (1985)
- Ljaschtschenko N.G. Wremja wybralo nas (1990)
- Ljudnikow I.I. Doroga dlinoju w schisn (1969)
- Lobanow M.M. My – wojennyje inschenery (1977)
- Lobatschew A.A. Trudnymi dorogami (1960)
- Lykow I.S. W grosny tschas (1979)
- Maiski I.M. Ispanskije tetradi (1962)
- Majorow Ja.M. Magistrali muschestwa (1982)
- Makowejew W.F. Tam,gde russkaja slawa proschla Fedotow W.N. W plameni bojew (1989)
- Malkin W.M. Karpatskije orly (1975)
- Malkow P.D.[5] Sapiski komendanta Kremlja (1987)
- Malygin K.A. W zentre bojewogo porjadka (1986)
- Malzew Je.Je. W gody ispytani (1979)
- Manakin M.F. Polkowaja nascha semja (1983)
- Medwedew A.I. Po dolinam i po wsgorjam (1960)
- Melkumow Ja.A. Turkestanzy (1960)
- Melnikow P.Je. Salpy s berega (1971)
- Merezkow K.A. Na sluschbe narodu (1984)
- Michailik Ja.D. Sokolinaja semja (1971)
- Mikoscha W.W. Rjadom s soldatom: Sapiski frontowogo kinooperatora (1983)
- Miltschenko N.G. Salpy nad Newoi (1983)
- Mironow I.P. Wse minuty woiny Dagajew W.W. Tropami riska (1989)
- Mironow W.B. Stalnaja gwardija (1968)
- Moissejew S.I. Polk rabotschei Moskwy (1960)
- Molokow W.S. Rodnoje nebo (1977)
- Molokow W.S. Rodnoje nebo (1977)
- Monastyrski F.W. Semlja,omytaja krowju (1962)
- Morosow D.A. O nich ne upominalos w swodkach (1965)
- Moscharowski G.M. Poka bjetsja serdze (1973)
- Moschljak I.N. Wspomnim my pechotu (1978)
- Moskalenko K.S. Na Jugo-Sapadnom naprawlenii. Wospominanija komandarma Kniga 1 (1969)
- Mudrak F.B. Na tralnych galsach (1980)
- Mugujew Ch.-M. Wessenni potok (1960)
- Mutowin B.I. Tscheres wse ispytanija (1986)
- Nadyssew G.S. Na sluschbe schtabnoi (1976)
- Naumenko Ju.A. Schagai,pechota! (1989)
- Negoda G.P. “Besposchtschadnyj!” (1961)
- Nemtschinski A.B. Ostoroschno,miny (1973)
- Nesterenko A.I. Ogon wedut “Katjuschi” (1975)
- Neustrojew S.A. Put k reichstagu (1961)
- Nikolajew B.D. ,Petruchin P.A. My s “Gremjaschtschego” (1961)
- Nikolajew I.N. Dorogije moi sapery (1965)
- Nowak T.F. Parol snajut nemnogije (1966)
- Nowak T.W. Lesnaja byl (1962)
- Okorokow A.D. Slowo weduschtscheje w boi (1980)
- Okorokow A.D. Slowo,weduschtscheje w boi (1980)
- Pantelejew Ju.A. Morskoi front (1965)
- Pantelejew Ju.A. Polweka na flote (1974)
- Pawlowski M.P. Na ostrowach (1963)
- Perekrest T.P. Ne radi slawy (1970)
- Petrow M.I. W dni woiny i mira (1982)
- Pilipenko W.S. W boi idut katerniki (1989)
- Piljuschin I.I. U sten Leningrada (1965)
- Plaskow G.D. Pod grochot kanonady (1969)
- Plijew A.A. Tscheres Gobi i Chingan (1965)
- Pokryschkin A.I. Nebo woiny (1966)
- Poltorak A.I. Njurnbergski epilog (1965)
- Polynin F.P. Bojewyje marschruty (1972)
- Ponomarew A.N. Pokoriteli neba (1980)
- Ponotschewny F.M. Na kraju semli Sowetskoi (1964)
- Popel N.K. Tanki powernuli na sapad (1960)
- Popel N.K. W tjaschkuju poru (1959)
- Poplawski S.G. Towarischtschi w borbe (1974)
- Popow I.G. Bataljony idut na sapad (1985)
- Posdnjakow Je.I. Junost komissara (1962)
- Pratschik I.A. Frontowoje nebo (1984)
- Pratschik I.A. Frontowoje nebo (1984)
- Presnjakow A.W. Nad wolnami Baltiki (1979)
- Prowalow K.I. W ogne peredowych lini (1981)
- Prozenko W.T. Mgnowenije reschajet wse (1973)
- Prudnikow M.S. Neulowimyje deistwujut (1961)
- Pschenjanik G.A. Doletim do Odera (1985)
- Pstygo I.I. Na bojewom kurse (1989)
- Puchow N.P. Gody ispytani (1959)
- Pustowalow B.M. Te trista rasswetow…(1990)
- Radsiwanowitsch W.A. Pod polskim orlom (1959)
- Rakscha S.I. Dneprowzy (1959)
- Raskolnikow F.F. Na bojewych postach (1964)
- Rawitsch N.A. Molodost weka (1960)
- Rjabow W.S. Was wysywajut w Glawpur (1990)
- Rokossowski K.K. Soldatski dolg (1968)
- Rokossowski K.K.Soldatski dolg 3-e isd. (1980)
- Rosly I. P. Posledni priwal – w Berline (1983)
- Rotmistrow P.A. Stalnaja gwardija (1984)
- Russijanow I.N. W bojach roschdennaja (1982)
- Russin Ju.S. Wsju woinu na “maljutkach” (1988)
- Rytow A.G. Ryzari pjatogo okeana (1968)
- Saburow A.N. Otwojewannaja wesna Kniga 1 Ostajemsja soldatami (1968)
- Saburow A.N.Sily neistschislimyje (1967)
- Saburow S.P. Wsegda soldat (1963)
- Sacharow G.N. Ja-istrebitel (1985)
- Safronow I.W. Sa frontom tosche front (1986)
- Saltykow N.D. Dokladywaju w Generalny schtab (1983)
- Samerzew I.T. Tscheres gody i rasstojanija (1965)
- Sandalow L.M. Pereschitoje (1961)
- Sandalow L.M. Posle pereloma (1983)
- Sandalow L.M. Trudnyje rubeschi (1965)
- Sauschin F.S. Chleb nasch soldatski (1980)
- Saweljew W.P. Bojewyje budni schtaba (1986)
- Sawenok G.M. Wenskije wstretschi (1961)
- Sawizki Je.Ja. Polweka s nebom (1988)
- Sawjonok G.M. Wenskije wstretschi (1961)
- Sbornik Tscheres fiordy (1964)(1969)
- Schadow A.S. Tschetyre goda woiny (1978)
- Schafarenko P.M. Na rasnych frontach (1978)
- Schagala W.M. Rastschischtschaja put pechote… (1985)
- Scharajew N.S. Prigorjewskaja operazija (1969)
- Schatilow W.M. A do Berlina bylo tak daleko (1987)
- Schatilow W.M. Na semle Ukrainy (1980)
- Schatilow W.M. Snamja nad reichstagom (1975)
- Schebunin A.I. Skolko nami proideno… (1971)
- Schepelew A.L. W nebe i na semle (1974)
- Schewtschuk W.M. Komandir atakujet perwym (1980)
- Schidilow Je.D. My otstaiwali Sewastopol (1960)
- Schinkarenko G.N. Nessuschtschije fakel (1984)
- Schkolnikow S.S. W obektiwe – woina (1979)
- Schmelew N.A. W lutschach proschektorow (1962)
- Schmeljow M.G. Frontowaja junost (1975)
- Schmeljow N.A. S malych wyssot (1966)
- Schmeljow N.A. W lutschach proschektorow (1962)
- Scholudew L.W. Stalnaja eskadrilja (1972)
- Schtemenko S.M. Generalny schtab w gody woiny 2-e isd. 2 Kn.(1981)
- Schtschedrin T.I. Na bortu (1963)
- Schtscheglow D.A. W opoltschenii (1960)
- Schtykow N.G. Polk prinimajet boi (1979)
- Schukow G.A. Wospominanija wojennogo chimika (1991)
- Schulin I.P. Roschdenije podwiga (1970)
- Schurawlew D.A. Ognewoi schtschit Moskwy (1972)
- Schuruchin I.F. Mogutschi splaw (1971)
- Schutow S.F. Krasnyje strely (1963)
- Sdanowitsch G.S. Idem w nastuplenije (1980)
- Semenow A.F. Na wslete (1969)
- Semenow G.G. nastupajet udarnaja 2-e isd (1986)
- Sergejew Je.M. Sa strokoi frontowogo pisma (1985)
- Simin G.W. Istrebiteli (1985)
- Sinizki A.G. Raswedtschikam oschibatsja nelsja (1987)
- Sintschenko F.M. Geroi schturma reichstaga (1983)
- Skorobogatow D.I. Odnopoltschane (1976)
- Skripko N.S. Po zeljam blischnim i dalnim (1981)
- Slawnow W.P. Skolko bylo proideno (1984)
- Sljussarenko S.K. Posledni wystrel (1974)
- Smirnow B.A. Nebo mojej molodosti (1990)
- Smirnow Je.I. Frontowoje milosserdije (1991)
- Smirnowa-Medwedewa S.M. Opalennaja junost (1967)
- Sobolew A.M. Raswedtschiki uchodjat w poisk (1963)
- Sofronow G.P. Nepodwlastnoje wremeni (1976)
- Sofronow I.W. Sa frontom – tosche front (1986)
- Solowjew W.K. Pod Naro-Fominskom (1960)
- Sorokin K.L. Trudnyje dni sorok perwogo (1991)
- Spatarel I.K. Protiw tschernogo barona (1967)
- Starinow I.G. Miny schdut swojego tschassa (1964)
- Startschak I.G. S neba-w boi (1965)
- Stefanowski P.M. Trista neiswestnych (1968)
- Strelbizki I.S. Schturm (1965)
- Strod I.Ja. W jakutskoi taige (1961)
- Stutschenko A.T. Sawidnaja nascha sudba (1964)
- Swerdlow A.W. Woploschtschenije samysla (1987)
- Swiridow A.A. Bataljony wstupajut w boi (1967)
- Telegin K.F. Woiny nestschitannyje wersty (1988)
- Teremow P.A. Pylajuschtschije berega (1965)
- Timofejewa-Jegorowa A.A. Derschis,sestrenka!.. (1983)
- Tischtschenko A.T. Wedomyje “Drakona” (1966)
- Tischtschenko A.T. Wedomyje “Drakona” (1966)
- Tjulenew I.W. Tscheres tri woiny (1972)
- Tolmatschew I.P. W donskich stepjach (1959)
- Tolmatschew I.P. W stepjach Donskich (1959)
- Trawkin I.W. W wodach sedoi Baltiki (1959)
- Trawkin I.W. Wsem smertjam naslo (1976)
- Tretjak I.M. Chrabryje serdza odnopoltschan (1977)
- Tribuz W.F. Baltijzy sraschajutsja (1985)
- Trojanowski P.I. Na wosmi frontach (1981)
- Tscherepanow A.I. Pole ratnoje moje (1984)
- Tscherny I.N. Dannyje dostowerny (1968)
- Tscherokow W.S. Dlja tebja,Leningrad (1978)
- Tscherzow A.Je. W ogne torpednych atak (1959)
- Tschetschnewa M.P. Nebo ostajetsja naschim isd. 2-e (1976)
- Tschetschnewa M.P. Samolety uchodjat w notsch (1961)
- Tschistjakow I.M. Sluschim Ottschisne (1975)
- Tschistjakow N.F. Po sakonu sowesti (1979)
- Tschuikow W.I. Missija w Kitaje (1983)
- Tschuikow W.I. Ot Stalingrada do Berlina (1980)
- Tumanski A.K. Polet skwos gody (1962)
- U tschernomorskich twerdyn: Otdelnaja Primorskaja armija w oborone Odessy i Sewastopolja (1967)
- Umanski R.G. Na bojewych rubeschach (1960)
- Uschakow S.F. W interessach wsech frontow (1982)
- Uspenski W.D. Glasami matrossa (1964)
- Ussenko N.W. Okeanski maksimum (1980)
- Ustinow D.F. Wo imja pobedy (1988)
- Wassilewski A.M. Delo wsei schisni (1984)
- Wassiljew W.Je. I duch nasch molod (1981)
- Welikolepow N.N. Ogon radi Pobedy (1977)
- Werchowski A.I. Na trudnom perewale (1959)
- Werschigora P.P. Reid na San i Wislu (1960)
- Werschinin K.A. Tschetwertaja wosduschnaja (1975)
- Weschtscheserski G.A. U chladnych skal (1965)
- Wetrow A.A. Tak i bylo (1982)
- Wetrow A.A. Tak i bylo (1982)
- Winogradow N.I. Podwodny front (1989)
- Wischnjakow I.A. Na krutych wiraschach (1973)
- Wjasankin I.A. Sa strokoi bojewogo donessenija (1978)
- Wlassow L.A. W otsekach tischina (1964)
- Wolontschuk F.F. Po tylam wraga (1961)
- Woloschin M.A.Raswedtschiki wsegda wperedi (1977)
- Wolostnow N.I. Na ognennych rubeschach (1983)
- Workow S.S. Flag na gafele (1962)
- Woroscheikin A.W. Istrebiteli (1961)
- Woroscheikin A.W. Nad Kurskoi dugoi (1962)
- Woroscheikin A.W. Pod nami Berlin (1970)
- Woroscheikin A.W. Rasswet nad Kijewom (1966)
- Wybornych I.S. Rodniki muschestwa (1980)
- Zupow-Schapilski A.P. Matrossy schodjat na bereg (1970)